# Heilig Hartkerk (Deurne)
De Heilig Hartkerk is een kerkgebouw in de Antwerpse plaats Deurne.

## Geschiedenis
De Heilig Hartkerk werd als derde parochiekerk van het zich snel verstedelijkende Deurne gebouwd voor de wijk Ruggeveld in 1910 naar ontwerp van Ernest Dieltiëns. De parochie, gelegen in het oostelijk deel van Deurne, werd gesticht op initiatief van enkele notabelen die de verdere verkaveling van het gebied op het oog hadden.
De kerk bevond zich aan de August Van de Wielelei 177. Het betrof een driebeukig neogotisch kerkje voorzien van een klokkenstoel. In 1936 werd het koor nog vergroot. Uiteindelijk werd deze kerk gesloopt. De pastorie, in beaux-arts-stijl, van dezelfde architect als de kerk, op nummer 175, bleef behouden.
Een nieuwe kerk werd gebouwd aan Schotensesteenweg 167. Het betreft een modern kerkgebouw op min of meer driehoekige plattegrond met voorgebouwde betonnen open klokkentoren.